# ساروس خورشیدی ۱۲۱
ساروس ۱۲۱ دوره‌ای زمانی با چرخه‌ای حدود ۱۸ سال و ۱۱ روز و ۸ ساعت (تقریباً ۶۵۸۵ و یک سوم روز) است، که شامل ۷۱ خورشیدگرفتگی می‌شود.

## رخدادها
| ساروس | عضو | تاریخ                       | زمان (بزرگ‌ترین) ساعت هماهنگ جهانی | نوع    | مکان طول و عرض جغرافیایی | گاما    | قدر    | گُستره (km) | مدت زمان (دقیقه: ثانیه) | منبع |
| ----- | --- | --------------------------- | --------------------------------- | ------ | ------------------------ | ------- | ------ | ---------- | ----------------------- | ---- |
| ۱۲۱   | ۱   | ۲۵ آوریل ۹۴۴                | ۱۰:۵۶:۱۳                          | جزئی   | 62N 97.1W                | 1.5044  | 0.0666 |            |                         |      |
| ۱۲۱   | ۲   | ۶ مه ۹۶۲                    | ۱۸:۱۵:۲۳                          | جزئی   | 62.6N 143.6E             | 1.4334  | 0.1965 |            |                         |      |
| ۱۲۱   | ۳   | ۱۷ مه ۹۸۰                   | ۱:۳۲:۰۳                           | جزئی   | 63.3N 24.8E              | 1.3592  | 0.3338 |            |                         |      |
| ۱۲۱   | ۴   | ۲۸ مه ۹۹۸                   | ۸:۴۶:۱۸                           | جزئی   | 64.2N 93.7W              | 1.282   | 0.4782 |            |                         |      |
| ۱۲۱   | ۵   | ۷ ژوئن ۱۰۱۶                 | ۱۶:۰۰:۵۸                          | جزئی   | 65.1N 147.4E             | 1.2042  | 0.6246 |            |                         |      |
| ۱۲۱   | ۶   | ۱۸ ژوئن ۱۰۳۴                | ۲۳:۱۶:۲۳                          | جزئی   | 66N 28.1E                | 1.1262  | 0.7724 |            |                         |      |
| ۱۲۱   | ۷   | ۲۹ ژوئن ۱۰۵۲                | ۶:۳۳:۳۲                           | جزئی   | 67N 92.1W                | 1.0488  | 0.9196 |            |                         |      |
| ۱۲۱   | ۸   | ۱۰ ژوئیه ۱۰۷۰               | ۱۳:۵۴:۳۰                          | کامل   | 80N 133.7E               | ۰٫۹۷۳۹  | ۱٫۰۴۰۴ | ۶۳۶        | ۲ دقیقه و ۵ ثانیه       |      |
| ۱۲۱   | ۹   | ۲۰ ژوئیه ۱۰۸۸               | ۲۱:۲۰:۰۶                          | کامل   | 80.7N 83.3W              | ۰٫۹۰۲۳  | ۱٫۰۴۵۳ | ۳۵۶        | ۲ دقیقه و ۳۶ ثانیه      |      |
| ۱۲۱   | ۱۰  | ۱ اوت ۱۱۰۶                  | ۴:۵۱:۳۳                           | کامل   | 70.8N 142.2E             | ۰٫۸۳۴۸  | ۱٫۰۴۸۱ | ۲۹۲        | ۳ دقیقه و ۰ ثانیه       |      |
| ۱۲۱   | ۱۱  | ۱۱ اوت ۱۱۲۴                 | ۱۲:۲۸:۴۹                          | کامل   | 61.4N 20.4E              | ۰٫۷۷۱۶  | ۱٫۰۴۹۷ | ۲۵۹        | ۳ دقیقه و ۱۹ ثانیه      |      |
| ۱۲۱   | ۱۲  | ۲۲ اوت ۱۱۴۲                 | ۲۰:۱۴:۱۳                          | کامل   | 52.9N 100.7W             | ۰٫۷۱۴۷  | ۱٫۰۵۰۴ | ۲۳۸        | ۳ دقیقه و ۳۶ ثانیه      |      |
| ۱۲۱   | ۱۳  | ۲ سپتامبر ۱۱۶۰              | ۴:۰۷:۳۰                           | کامل   | 44.9N 137.1E             | ۰٫۶۶۴   | ۱٫۰۵۰۴ | ۲۲۲        | ۳ دقیقه و ۴۹ ثانیه      |      |
| ۱۲۱   | ۱۴  | ۱۳ سپتامبر ۱۱۷۸             | ۱۲:۰۸:۳۷                          | کامل   | 37.6N 13.3E              | ۰٫۶۱۹۶  | ۱٫۰۵   | ۲۱۰        | ۳ دقیقه و ۵۹ ثانیه      |      |
| ۱۲۱   | ۱۵  | ۲۳ سپتامبر ۱۱۹۶             | ۲۰:۱۸:۴۶                          | کامل   | 30.9N 112.3W             | ۰٫۵۸۲۱  | ۱٫۰۴۹۱ | ۱۹۹        | ۴ دقیقه و ۶ ثانیه       |      |
| ۱۲۱   | ۱۶  | ۵ اکتبر ۱۲۱۴                | ۴:۳۷:۱۹                           | کامل   | 24.8N 120.3E             | ۰٫۵۵۱۳  | ۱٫۰۴۸  | ۱۹۰        | ۴ دقیقه و ۱۱ ثانیه      |      |
| ۱۲۱   | ۱۷  | ۱۵ اکتبر ۱۲۳۲               | ۱۳:۰۴:۳۸                          | کامل   | 19.5N 8.9W               | ۰٫۵۲۷۷  | ۱٫۰۴۶۹ | ۱۸۳        | ۴ دقیقه و ۱۴ ثانیه      |      |
| ۱۲۱   | ۱۸  | ۲۶ اکتبر ۱۲۵۰               | ۲۱:۳۷:۲۶                          | کامل   | 14.9N 139.2W             | ۰٫۵۰۸۵  | ۱٫۰۴۵۸ | ۱۷۷        | ۴ دقیقه و ۱۶ ثانیه      |      |
| ۱۲۱   | ۱۹  | ۶ نوامبر ۱۲۶۸               | ۶:۱۸:۱۶                           | کامل   | 11.2N 88.8E              | ۰٫۴۹۵۹  | ۱٫۰۴۴۸ | ۱۷۲        | ۴ دقیقه و ۱۶ ثانیه      |      |
| ۱۲۱   | ۲۰  | ۱۷ نوامبر ۱۲۸۶              | ۱۵:۰۳:۲۲                          | کامل   | 8.2N 43.9W               | ۰٫۴۸۶۵  | ۱٫۰۴۴۱ | ۱۶۸        | ۴ دقیقه و ۱۷ ثانیه      |      |
| ۱۲۱   | ۲۱  | ۲۷ نوامبر ۱۳۰۴              | ۲۳:۵۳:۲۵                          | کامل   | 6.2N 177.7W              | ۰٫۴۸۱۲  | ۱٫۰۴۳۸ | ۱۶۷        | ۴ دقیقه و ۱۷ ثانیه      |      |
| ۱۲۱   | ۲۲  | ۹ دسامبر ۱۳۲۲               | ۸:۴۴:۲۶                           | کامل   | 5N 48.4E                 | ۰٫۴۷۶۷  | ۱٫۰۴۳۹ | ۱۶۷        | ۴ دقیقه و ۱۷ ثانیه      |      |
| ۱۲۱   | ۲۳  | ۱۹ دسامبر ۱۳۴۰              | ۱۷:۳۷:۵۰                          | کامل   | 4.7N 86W                 | ۰٫۴۷۴۱  | ۱٫۰۴۴۴ | ۱۶۸        | ۴ دقیقه و ۱۷ ثانیه      |      |
| ۱۲۱   | ۲۴  | ۳۱ دسامبر ۱۳۵۸              | ۲:۲۹:۳۵                           | کامل   | 5.1N 140E                | ۰٫۴۷۰۱  | ۱٫۰۴۵۴ | ۱۷۱        | ۴ دقیقه و ۱۸ ثانیه      |      |
| ۱۲۱   | ۲۵  | ۱۰ ژانویه ۱۳۷۷              | ۱۱:۱۹:۳۱                          | کامل   | 6.1N 6.5E                | ۰٫۴۶۴۶  | ۱٫۰۴۶۹ | ۱۷۵        | ۴ دقیقه و ۱۹ ثانیه      |      |
| ۱۲۱   | ۲۶  | ۲۱ ژانویه ۱۳۹۵              | ۲۰:۰۵:۲۴                          | کامل   | 7.7N 126W                | ۰٫۴۵۵۵  | ۱٫۰۴۸۷ | ۱۸۰        | ۴ دقیقه و ۲۱ ثانیه      |      |
| ۱۲۱   | ۲۷  | ۱ فوریه ۱۴۱۳                | ۴:۴۷:۰۵                           | کامل   | 9.6N 102.6E              | ۰٫۴۴۲۹  | ۱٫۰۵۰۹ | ۱۸۷        | ۴ دقیقه و ۲۵ ثانیه      |      |
| ۱۲۱   | ۲۸  | ۱۲ فوریه ۱۴۳۱               | ۱۳:۲۱:۵۰                          | کامل   | 11.9N 26.9W              | ۰٫۴۲۴۵  | ۱٫۰۵۳۴ | ۱۹۳        | ۴ دقیقه و ۳۰ ثانیه      |      |
| ۱۲۱   | ۲۹  | ۲۲ فوریه ۱۴۴۹               | ۲۱:۵۰:۰۹                          | کامل   | 14.3N 154.6W             | ۰٫۴۰۰۸  | ۱٫۰۵۶۱ | ۲۰۰        | ۴ دقیقه و ۳۶ ثانیه      |      |
| ۱۲۱   | ۳۰  | ۶ مارس ۱۴۶۷                 | ۶:۱۰:۴۲                           | کامل   | 16.7N 79.9E              | ۰٫۳۷۰۶  | ۱٫۰۵۸۸ | ۲۰۷        | ۴ دقیقه و ۴۴ ثانیه      |      |
| ۱۲۱   | ۳۱  | ۱۶ مارس ۱۴۸۵                | ۱۴:۲۴:۲۲                          | کامل   | 19.1N 43.6W              | ۰٫۳۳۴۵  | ۱٫۰۶۱۵ | ۲۱۳        | ۴ دقیقه و ۵۳ ثانیه      |      |
| ۱۲۱   | ۳۲  | ۲۷ مارس ۱۵۰۳                | ۲۲:۲۸:۲۰                          | کامل   | 21.1N 164.1W             | ۰٫۲۹۰۴  | ۱٫۰۶۴  | ۲۱۸        | ۵ دقیقه و ۴ ثانیه       |      |
| ۱۲۱   | ۳۳  | ۷ آوریل ۱۵۲۱                | ۶:۲۶:۰۶                           | کامل   | 22.8N 77.3E              | ۰٫۲۴۱۴  | ۱٫۰۶۶۲ | ۲۲۲        | ۵ دقیقه و ۱۵ ثانیه      |      |
| ۱۲۱   | ۳۴  | ۱۸ آوریل ۱۵۳۹               | ۱۴:۱۵:۰۷                          | کامل   | 23.7N 38.7W              | ۰٫۱۸۵۳  | ۱٫۰۶۸  | ۲۲۵        | ۵ دقیقه و ۲۸ ثانیه      |      |
| ۱۲۱   | ۳۵  | ۲۸ آوریل ۱۵۵۷               | ۲۱:۵۹:۰۵                          | کامل   | 24N 153.1W               | ۰٫۱۲۵۱  | ۱٫۰۶۹۲ | ۲۲۷        | ۵ دقیقه و ۴۲ ثانیه      |      |
| ۱۲۱   | ۳۶  | ۱۰ مه ۱۵۷۵                  | ۵:۳۴:۴۵                           | کامل   | 23.1N 94.6E              | ۰٫۰۵۸۳  | ۱٫۰۶۹۷ | ۲۲۷        | ۵ دقیقه و ۵۶ ثانیه      |      |
| ۱۲۱   | ۳۷  | ۳۰ مه ۱۵۹۳                  | ۱۳:۰۷:۳۱                          | کامل   | 21.4N 17W                | -۰٫۰۱۰۶ | ۱٫۰۶۹۶ | ۲۲۷        | ۶ دقیقه و ۸ ثانیه       |      |
| ۱۲۱   | ۳۸  | ۱۰ ژوئن ۱۶۱۱                | ۲۰:۳۴:۲۵                          | کامل   | 18.4N 127.6W             | -۰٫۰۸۳۶ | ۱٫۰۶۸۶ | ۲۲۴        | ۶ دقیقه و ۱۶ ثانیه      |      |
| ۱۲۱   | ۳۹  | ۲۱ ژوئن ۱۶۲۹                | ۳:۵۹:۲۴                           | کامل   | 14.5N 121.6E             | -۰٫۱۵۸  | ۱٫۰۶۷  | ۲۲۱        | ۶ دقیقه و ۲۰ ثانیه      |      |
| ۱۲۱   | ۴۰  | ۲ ژوئیه ۱۶۴۷                | ۱۱:۲۱:۲۱                          | کامل   | 9.6N 11E                 | -۰٫۲۳۴۴ | ۱٫۰۶۴۳ | ۲۱۷        | ۶ دقیقه و ۱۵ ثانیه      |      |
| ۱۲۱   | ۴۱  | ۱۲ ژوئیه ۱۶۶۵               | ۱۸:۴۴:۰۶                          | کامل   | 3.9N 100.6W              | -۰٫۳۰۹۵ | ۱٫۰۶۱۱ | ۲۱۱        | ۶ دقیقه و ۲ ثانیه       |      |
| ۱۲۱   | ۴۲  | ۲۴ ژوئیه ۱۶۸۳               | ۲:۰۷:۰۰                           | کامل   | 2.5S 147.1E              | -۰٫۳۸۳۸ | ۱٫۰۵۶۹ | ۲۰۳        | ۵ دقیقه و ۳۸ ثانیه      |      |
| ۱۲۱   | ۴۳  | ۴ اوت ۱۷۰۱                  | ۹:۳۱:۴۴                           | کامل   | 9.4S 33.7E               | -۰٫۴۵۵۹ | ۱٫۰۵۲۱ | ۱۹۳        | ۵ دقیقه و ۶ ثانیه       |      |
| ۱۲۱   | ۴۴  | ۱۵ اوت ۱۷۱۹                 | ۱۶:۵۹:۵۱                          | کامل   | 16.8S 81.1W              | -۰٫۵۲۴۳ | ۱٫۰۴۶۶ | ۱۸۱        | ۴ دقیقه و ۲۷ ثانیه      |      |
| ۱۲۱   | ۴۵  | ۲۶ اوت ۱۷۳۷                 | ۰:۳۲:۰۸                           | کامل   | 24.4S 162.5E             | -۰٫۵۸۸۶ | ۱٫۰۴۰۷ | ۱۶۷        | ۳ دقیقه و ۴۴ ثانیه      |      |
| ۱۲۱   | ۴۶  | ۶ سپتامبر ۱۷۵۵              | ۸:۰۹:۴۶                           | کامل   | 32.1S 44.3E              | -۰٫۶۴۷۸ | ۱٫۰۳۴۲ | ۱۵۰        | ۳ دقیقه و ۰ ثانیه       |      |
| ۱۲۱   | ۴۷  | ۱۶ سپتامبر ۱۷۷۳             | ۱۵:۵۲:۲۳                          | کامل   | 39.9S 75.5W              | -۰٫۷۰۲  | ۱٫۰۲۷۵ | ۱۳۰        | ۲ دقیقه و ۱۸ ثانیه      |      |
| ۱۲۱   | ۴۸  | ۲۷ سپتامبر ۱۷۹۱             | ۲۳:۴۲:۳۰                          | کامل   | 47.6S 162.4E             | -۰٫۷۴۹۲ | ۱٫۰۲۰۶ | ۱۰۶        | ۱ دقیقه و ۳۸ ثانیه      |      |
| ۱۲۱   | ۴۹  | ۹ اکتبر ۱۸۰۹                | ۷:۳۸:۴۲                           | کامل   | 55.1S 38.4E              | -۰٫۷۹۰۵ | ۱٫۰۱۳۷ | ۷۷         | ۱ دقیقه و ۲ ثانیه       |      |
| ۱۲۱   | ۵۰  | ۲۰ اکتبر ۱۸۲۷               | ۱۵:۴۲:۰۵                          | مرکب   | 62.3S 87.6W              | -۰٫۸۲۵۱ | ۱٫۰۰۷  | ۴۳         | ۰ دقیقه و ۳۰ ثانیه      |      |
| ۱۲۱   | ۵۱  | ۳۰ اکتبر ۱۸۴۵               | ۲۳:۵۱:۵۸                          | مرکب   | 69.1S 144.5E             | -۰٫۸۵۳۸ | ۱٫۰۰۰۵ | ۳          | ۰ دقیقه و ۲ ثانیه       |      |
| ۱۲۱   | ۵۲  | ۱۱ نوامبر ۱۸۶۳              | ۸:۰۹:۰۳                           | حلقه‌ای | 75.4S 15.1E              | -۰٫۸۷۶  | ۰٫۹۹۴۳ | ۴۲         | ۰ دقیقه و ۲۲ ثانیه      |      |
| ۱۲۱   | ۵۳  | ۲۱ نوامبر ۱۸۸۱              | ۱۶:۳۱:۱۰                          | حلقه‌ای | 81.2S 114.5W             | -۰٫۸۹۳۱ | ۰٫۹۸۸۷ | ۹۰         | ۰ دقیقه و ۴۳ ثانیه      |      |
| ۱۲۱   | ۵۴  | ۳ دسامبر ۱۸۹۹               | ۰:۵۷:۲۸                           | حلقه‌ای | 86.6S 121.5E             | -۰٫۹۰۶۱ | ۰٫۹۸۳۶ | ۱۴۰        | ۱ دقیقه و ۱ ثانیه       |      |
| ۱۲۱   | ۵۵  | خورشیدگرفتگی ۱۴ دسامبر ۱۹۱۷ | ۹:۲۷:۲۰                           | حلقه‌ای | 88S 124.8E               | -۰٫۹۱۵۷ | ۰٫۹۷۹۱ | ۱۸۹        | ۱ دقیقه و ۱۷ ثانیه      |      |
| ۱۲۱   | ۵۶  | خورشیدگرفتگی ۲۵ دسامبر ۱۹۳۵ | ۱۷:۵۹:۵۲                          | حلقه‌ای | 83.5S 9.4E               | -۰٫۹۲۲۸ | ۰٫۹۷۵۲ | ۲۳۴        | ۱ دقیقه و ۳۰ ثانیه      |      |
| ۱۲۱   | ۵۷  | خورشیدگرفتگی ۵ ژانویه ۱۹۵۴  | ۲:۳۲:۰۱                           | حلقه‌ای | 79.1S 120.8W             | -۰٫۹۲۹۶ | ۰٫۹۷۲  | ۲۷۸        | ۱ دقیقه و ۴۲ ثانیه      |      |
| ۱۲۱   | ۵۸  | خورشیدگرفتگی ۱۶ ژانویه ۱۹۷۲ | ۱۱:۰۳:۲۲                          | حلقه‌ای | 74.9S 107.7E             | -۰٫۹۳۶۵ | ۰٫۹۶۹۲ | ۳۲۱        | ۱ دقیقه و ۵۳ ثانیه      |      |
| ۱۲۱   | ۵۹  | خورشیدگرفتگی ۲۶ ژانویه ۱۹۹۰ | ۱۹:۳۱:۲۴                          | حلقه‌ای | 71S 22.2W                | -۰٫۹۴۵۷ | ۰٫۹۶۷  | ۳۷۳        | ۲ دقیقه و ۳ ثانیه       |      |
| ۱۲۱   | ۶۰  | خورشیدگرفتگی ۷ فوریه ۲۰۰۸   | ۳:۵۶:۱۰                           | حلقه‌ای | 67.6S 150.5W             | -۰٫۹۵۷  | ۰٫۹۶۵  | ۴۴۴        | ۲ دقیقه و ۱۲ ثانیه      |      |
| ۱۲۱   | ۶۱  | خورشیدگرفتگی ۱۷ فوریه ۲۰۲۶  | ۱۲:۱۳:۰۶                          | حلقه‌ای | 64.7S 86.8E              | -۰٫۹۷۴۳ | ۰٫۹۶۳  | ۶۱۶        | ۲ دقیقه و ۲۰ ثانیه      |      |
| ۱۲۱   | ۶۲  | خورشیدگرفتگی ۲۸ فوریه ۲۰۴۴  | ۲۰:۲۴:۴۰                          | حلقه‌ای | 62.2S 25.6W              | -۰٫۹۹۵۴ | ۰٫۹۶   | -          | ۲ دقیقه و ۲۷ ثانیه      |      |
| ۱۲۱   | ۶۳  | خورشیدگرفتگی ۱۱ مارس ۲۰۶۲   | ۴:۲۶:۱۶                           | جزئی   | 61S 147.1W               | -1.0238 | 0.9331 |            |                         |      |
| ۱۲۱   | ۶۴  | خورشیدگرفتگی ۲۱ مارس ۲۰۸۰   | ۱۲:۲۰:۱۵                          | جزئی   | 60.9S 85.9E              | -1.0578 | 0.8734 |            |                         |      |
| ۱۲۱   | ۶۵  | خورشیدگرفتگی ۱ آوریل ۲۰۹۸   | ۲۰:۰۲:۳۱                          | جزئی   | 61S 38.1W                | -1.1005 | 0.7984 |            |                         |      |
| ۱۲۱   | ۶۶  | ۱۳ آوریل ۲۱۱۶               | ۳:۳۶:۵۵                           | جزئی   | 61.3S 160.2W             | -1.1487 | 0.7138 |            |                         |      |
| ۱۲۱   | ۶۷  | ۲۴ آوریل ۲۱۳۴               | ۱۰:۵۹:۵۹                          | جزئی   | 61.8S 80.5E              | -1.2052 | 0.6147 |            |                         |      |
| ۱۲۱   | ۶۸  | ۴ مه ۲۱۵۲                   | ۱۸:۱۴:۰۲                          | جزئی   | 62.3S 36.8W              | -1.2679 | 0.5044 |            |                         |      |
| ۱۲۱   | ۶۹  | ۱۶ مه ۲۱۷۰                  | ۱:۱۸:۳۳                           | جزئی   | 63S 151.9W               | -1.3371 | 0.3831 |            |                         |      |
| ۱۲۱   | ۷۰  | ۲۶ مه ۲۱۸۸                  | ۸:۱۵:۵۳                           | جزئی   | 63.8S 94.6E              | -1.4109 | 0.2538 |            |                         |      |
| ۱۲۱   | ۷۱  | ۷ ژوئن ۲۲۰۶                 | ۱۵:۰۵:۵۹                          | جزئی   | 64.7S 17.3W              | -1.4894 | 0.1166 |            |                         |      |